# افسانه‌های سول‌کالیبر
افسانه‌های سول‌کالیبر (به انگلیسی: Soulcalibur Legends) یک بازی ویدئویی در سبک اکشن-ماجراجویی است که توسط پراجکت سول ساخته شده و به‌وسیلهٔ نامکو باندای گیمز در سال ۲۰۰۷ به‌طور انحصاری برای کنسول بازی وی منتشر شده است. این بازی یکی از نسخه‌های فرعی سری بازی‌های مبارزه‌ای سول‌کالیبر به‌شمار می‌رود که تمرکز داستان آن بر روی دو تن از شخصیت‌های محبوب این سری یعنی آی‌وی و زیگفرید است.